# Атом (теория меры)
В теории меры, атом — это измеримое множество положительной меры, которое не содержит в себе подмножества меньшей положительной меры. Мера, не имеющая атомов, называется безатомной.

## Определение
Если есть измеримое пространство {\displaystyle (X,\Sigma )} и мера {\displaystyle \mu } на этом пространстве, то множество {\displaystyle A} из {\displaystyle \Sigma } называется атомом, если 
{\displaystyle \mu (A)>0}
и для любого измеримого подмножества {\displaystyle B} множества {\displaystyle A} из
{\displaystyle \mu (A)>\mu (B)}
следует, что
{\displaystyle \mu (B)=0.}

## Примеры
- Рассмотрим множество X = {1, 2, ..., 9, 10}, и пусть сигма-алгебра {\displaystyle \Sigma } есть множество всех подмножеств X. Определим меру {\displaystyle \mu } множества как его мощность, т. е. количество элементов в нем. Тогда каждое одноточечное подмножество {i} для i = 1, 2, ..., 9, 10 является атомом.
- Мера Лебега на действительной прямой является безатомной.

## Безатомные меры
Мера, не содержащая атомов, называется безатомной. Другими словами, мера является безатомной, если для любого измеримого множества {\displaystyle A} с {\displaystyle \mu (A)>0} существует такое измеримое подмножество B множества A, что 
{\displaystyle \mu (A)>\mu (B)>0.}
Безатомная мера с хотя бы одним положительным значением имеет бесконечное количество различных значений, т.к. начиная с множества A с мерой {\displaystyle \mu (A)>0} можно построить бесконечную последовательность измеримых множеств
{\displaystyle A=A_{1}\supset A_{2}\supset A_{3}\supset \cdots }
такую, что
{\displaystyle \mu (A)=\mu (A_{1})>\mu (A_{2})>\mu (A_{3})>\cdots >0.}
Это может быть неверно для мер с атомами (см. пример выше).
На самом деле оказывается, что безатомные меры имеют континуум значений. Можно доказать, что если μ является безатомной мерой, а A — это измеримое множество с {\displaystyle \mu (A)>0,} то для любого действительного числа b, удовлетворяющего условию
{\displaystyle \mu (A)\geq b\geq 0}
существует измеримое подмножество B множества A, такое, что
{\displaystyle \mu (B)=b.}
Эта теорема была доказана Вацлавом Серпинским.

Она напоминает теорему о промежуточном значении для непрерывных функций.
Набросок доказательства теоремы Серпинского для безатомных мер. Используем слегка более сильное утверждение: если есть безатомное измеримое пространство {\displaystyle (X,\Sigma ,\mu )} и {\displaystyle \mu (X)=c}, то существует функция {\displaystyle S:[0,c]\to \Sigma }, задающая однопараметрическое семейство измеримых множеств S(t), таких что для всех {\displaystyle 0\leq t\leq t'\leq c}
{\displaystyle S(t)\subset S(t'),}
{\displaystyle \mu \left(S(t)\right)=t.}
Доказательство легко следует из леммы Цорна, применённой к множеству
{\displaystyle \Gamma :=\{S:D\to \Sigma \;:\;D\subset [0,\,c],\,S\;\mathrm {monotone} ,\forall t\in D\;(\mu \left(S(t)\right)=t)\},}
упорядоченному по включению графиков. Далее стандартным образом показывается, что всякая цепь в {\displaystyle \Gamma } имеет максимальный элемент, а любой максимальный элемент {\displaystyle \Gamma } имеет область определения {\displaystyle [0,c]}, что и доказывает утверждение.